# Brouwerij De Roos (Moorsel)
Brouwerij De Roos is een voormalige brouwerij in het Oost-Vlaamse Moorsel in België. De brouwerij was gelegen in het dorpscentrum, op het dorpsplein tussen de Sint-Martinuskerk en de Sint-Gudulakapel. De brouwerij was actief tussen 1876 en 1921.

## Historiek
In 1876 kreeg Jan Romain De Rop, geboren in 1835 te Moorsel, toelating tot het oprichten van een brouwerij-stokerij. De brouwerij bevond zich naast de Sint-Gudulakapel, met een inrijpoort langs de kant van de Opwijksesteenweg.
Omstreeks 1910 zetten zijn 2 zonen Hilaire en Hubert De Rop de brouwerij verder. (Br. De Roos-Gebr. De Rop).
In 1913 stierf Hubert De Rop 
Hilaire De Rop (1879-1964), zette de zaak verder. Hilaire, alias "Menges Ileir" was eerst brouwer en later handelaar.
In 1914 kreeg de brouwerij de toelating voor het oprichten van een hopast. Het is onduidelijk of die er ooit gekomen is, ook mede door de wereldoorlog die nakende was.
De brouwactiviteiten stopten na de Eerste Wereldoorlog.

## Bieren
- Speciale: amberkleurig Belgisch bier
- Bock: hoog gegiste Belgische pils

## Galerij

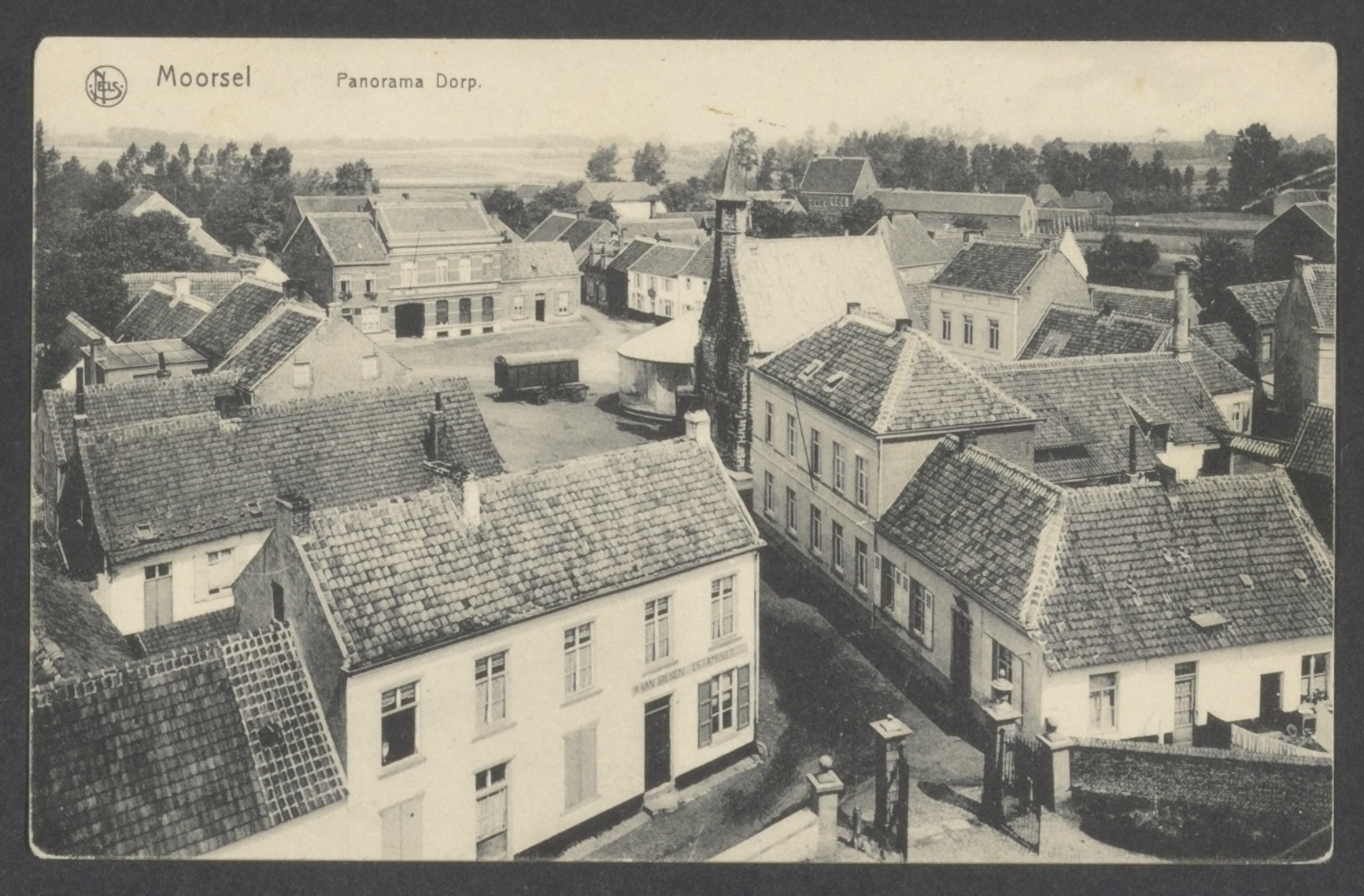
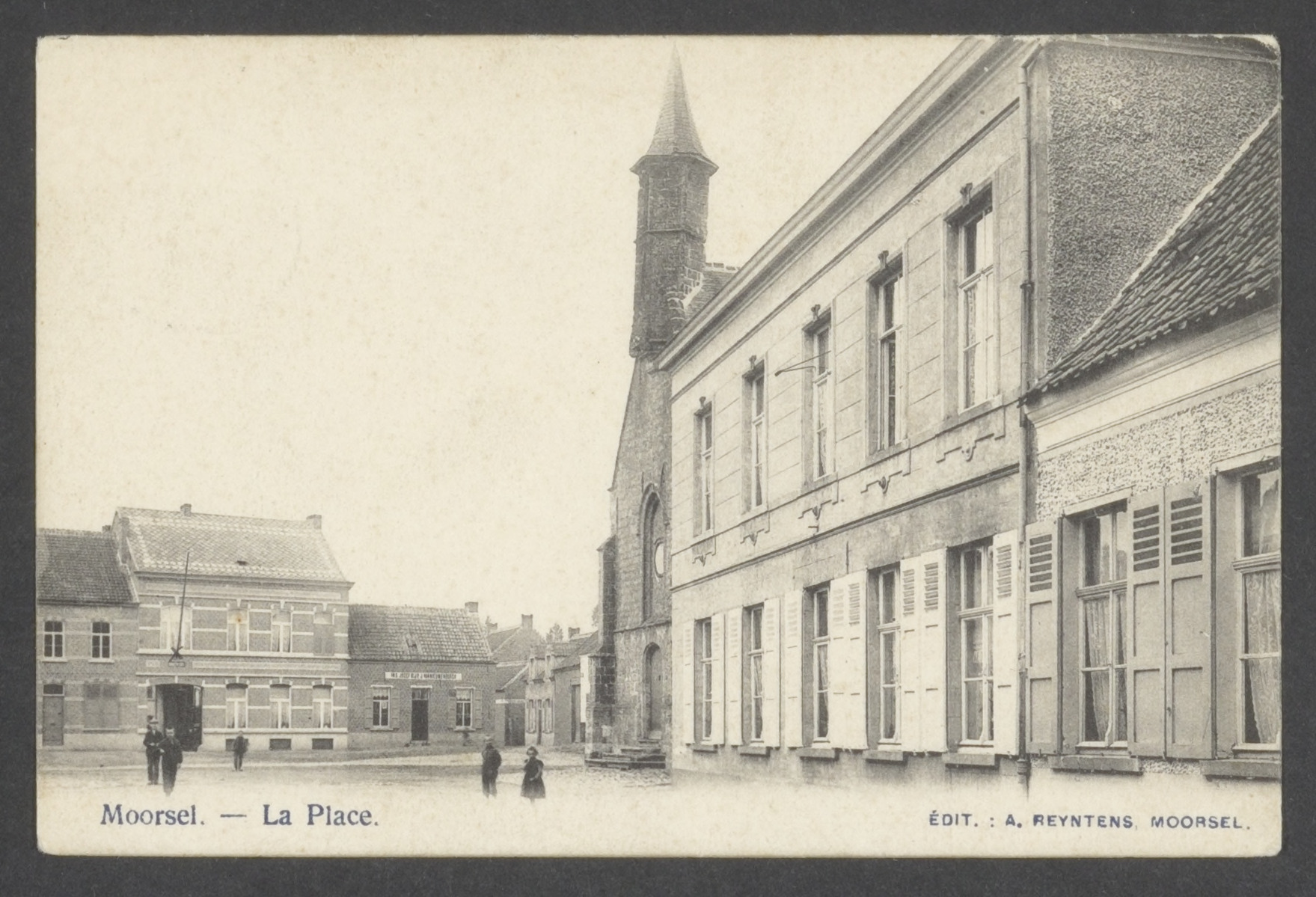
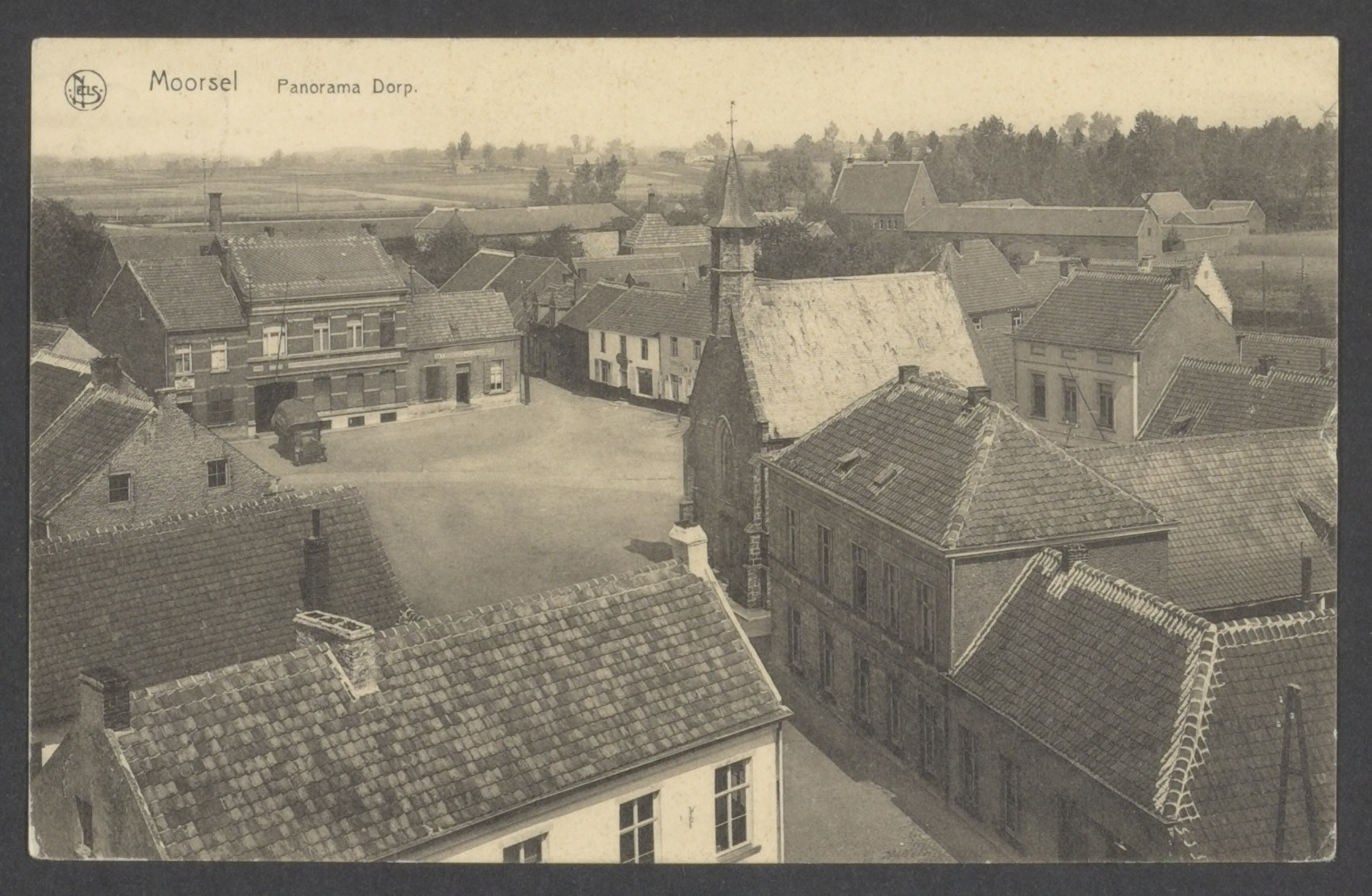
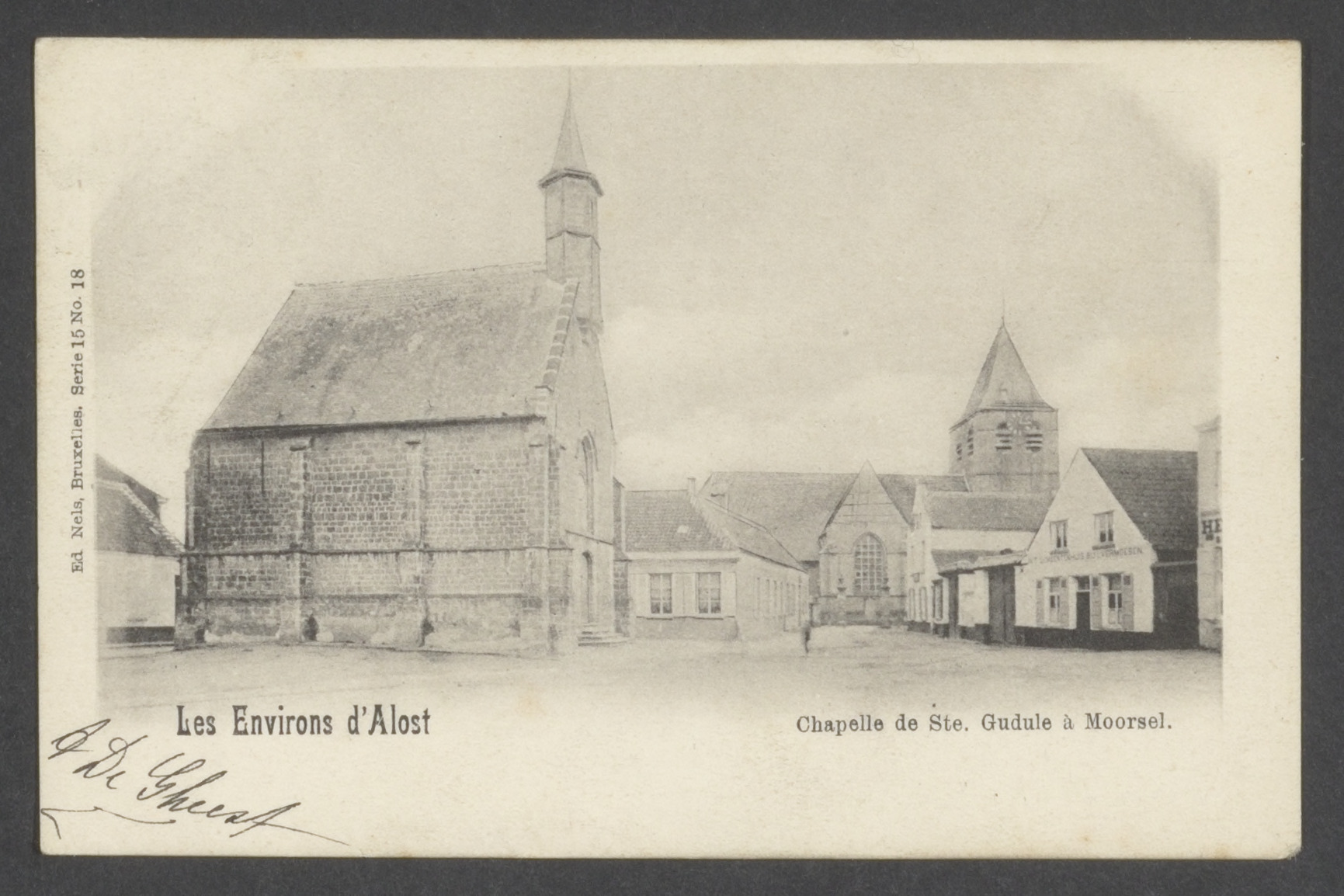
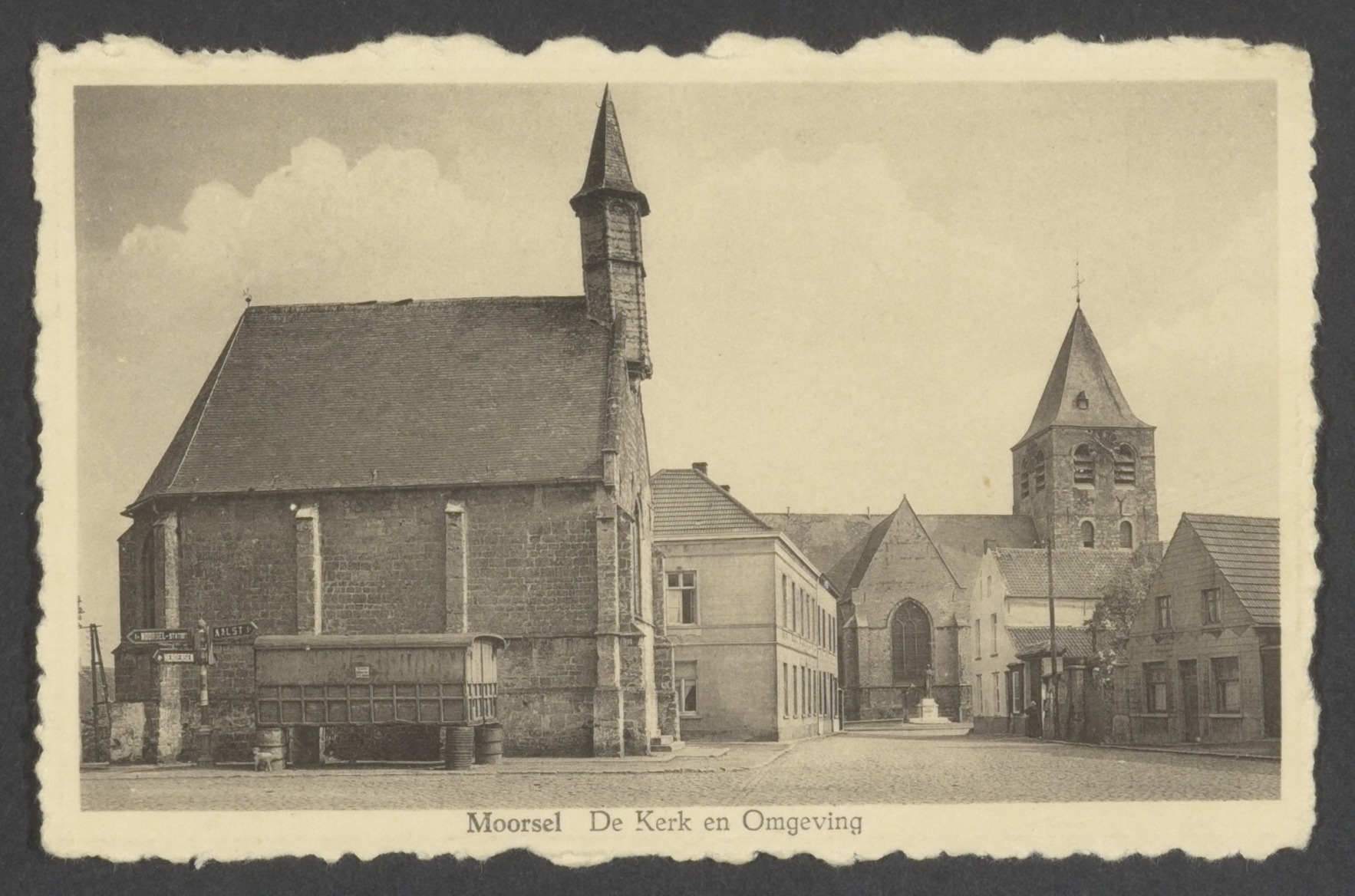
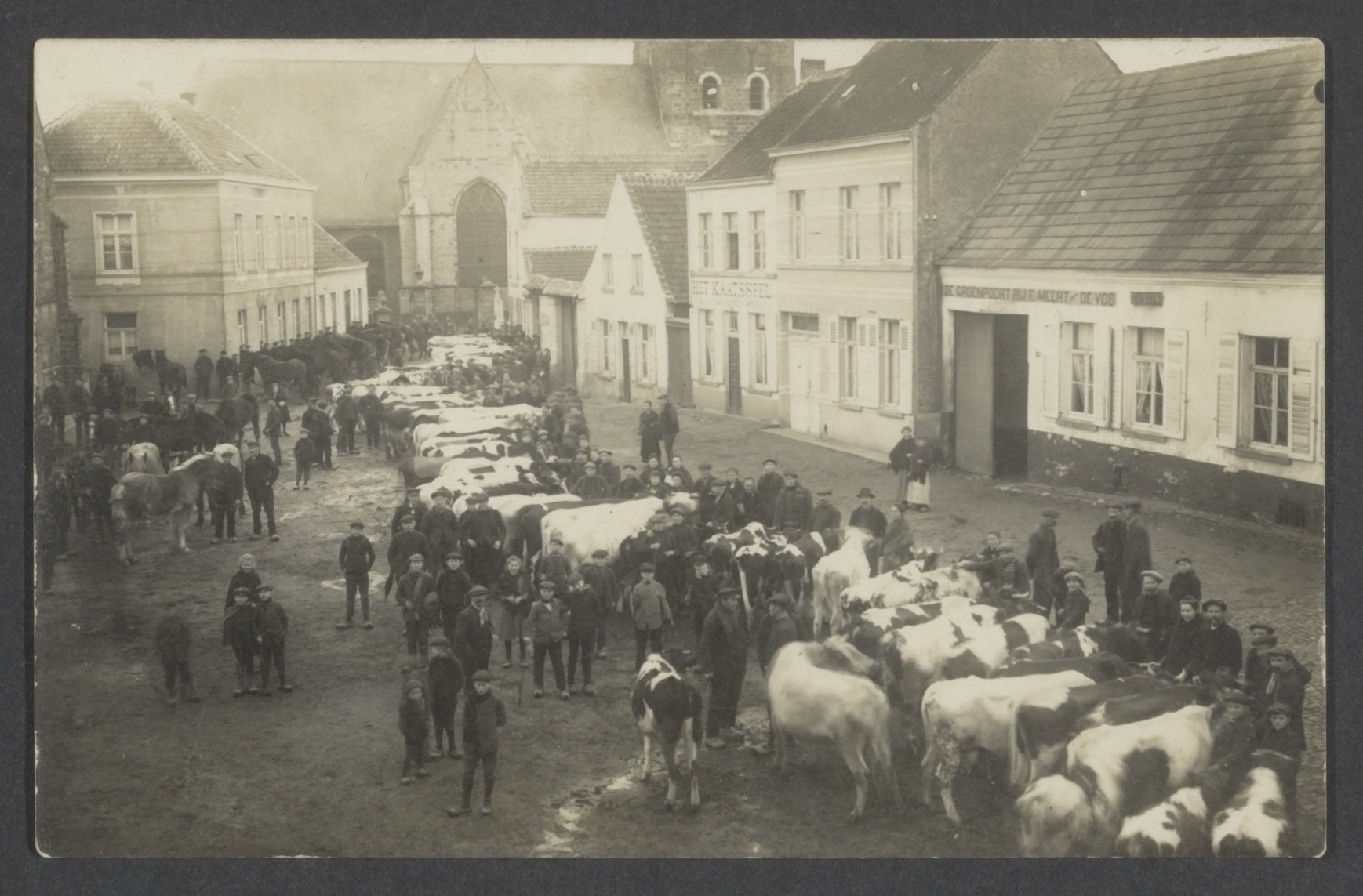
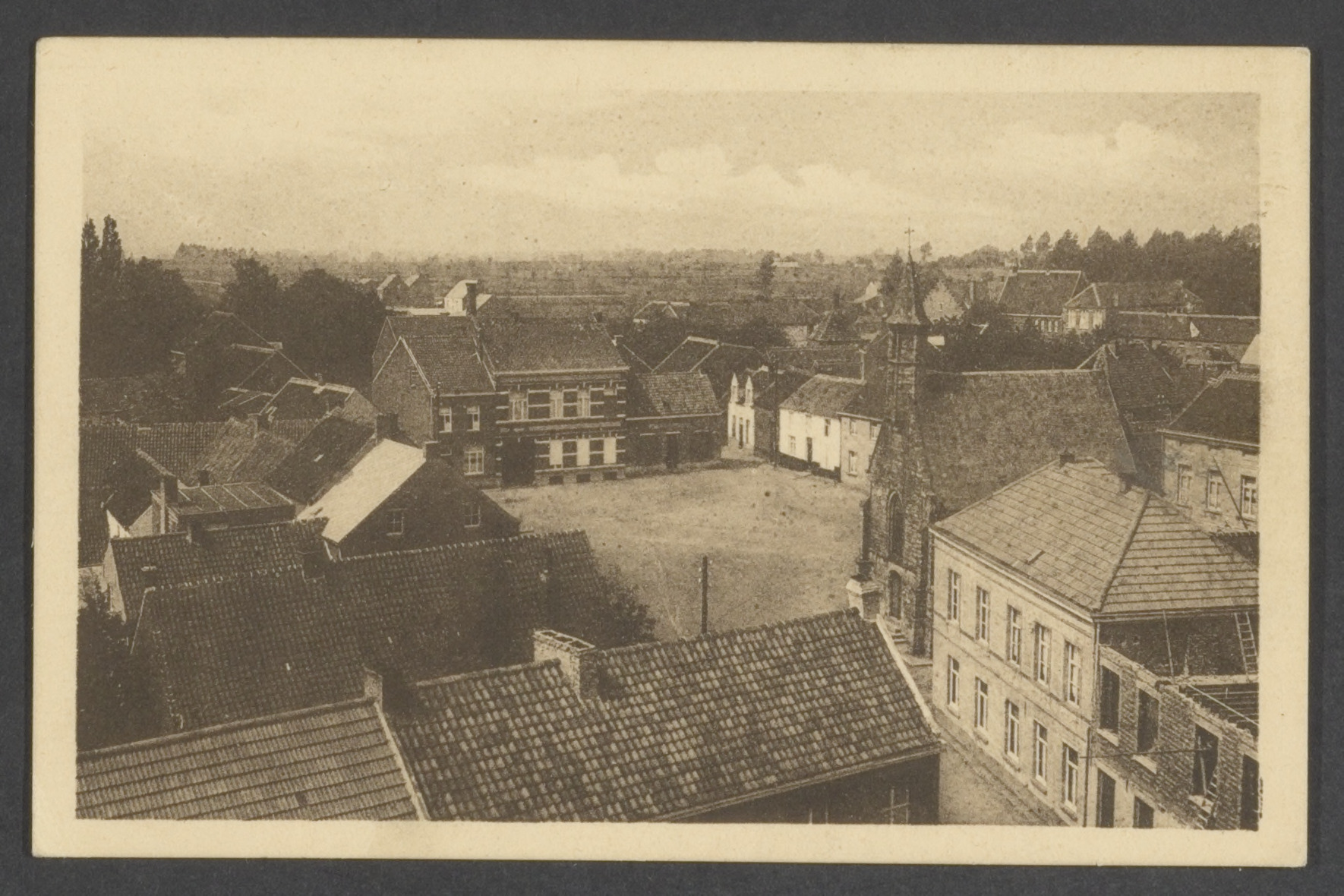